# سانتا نینفا
سانتا نینفا (به ایتالیایی: Santa Ninfa) یک کومونه در ایتالیا است که در استان تراپانی واقع شده‌است.

## خصوصیات
سانتا نینفا ۶۳ کیلومترمربع مساحت و ۵٬۰۷۴ نفر جمعیت دارد و ۴۶۴ متر بالاتر از سطح دریا واقع شده‌است.